# Leichtathletik-Weltmeisterschaften 2019/Teilnehmer (Kanada)
| Gelbes Symbol für Goldmedaillen mit stilisierten Olympischen Ringen | Graues Symbol für Silbermedaillen mit stilisierten Olympischen Ringen | Braundes Symbol für Bronzemedaillen mit stilisierten Olympischen Ringen |
| ------------------------------------------------------------------- | --------------------------------------------------------------------- | ----------------------------------------------------------------------- |
| —                                                                   | 1                                                                     | 4                                                                       |

Der Leichtathletikverband von Kanada will an den Leichtathletik-Weltmeisterschaften 2019 in Doha teilnehmen. 53 Athletinnen und Athleten wurden Ende August vom kanadischen Verband nominiert.

## Ergebnisse

### Frauen

#### Laufdisziplinen
| Athletin | Disziplin        | Vorlauf              | Vorlauf              | Halbfinale           | Halbfinale           | Finale               | Finale               |
| Athletin | Disziplin        | Zeit                 | Platz                | Zeit                 | Platz                | Zeit                 | Platz                |
| --- | ---------------- | -------------------- | -------------------- | -------------------- | -------------------- | -------------------- | -------------------- |
| Crystal Emmanuel | 100 m            | 11,30 s              | 23                   | 11,29 s              | 19                   | DNQ                  | DNQ                  |
| Crystal Emmanuel | 200 m            | 23,00 s              | 19                   | 22,65 s SB           | 09                   | DNQ                  | DNQ                  |
| Madeline Price | 400 m            | 52,24 s              | 33                   | DNQ                  | DNQ                  | –                    | –                    |
| Aiyanna Stiverne | 400 m            | 52,03 s              | 27                   | DNQ                  | DNQ                  | –                    | –                    |
| Lindsey Butterworth | 800 m            | 2:01,64 min          | 08                   | 2:00,74 min          | 09                   | DNQ                  | DNQ                  |
| Gabriela DeBues-Stafford | 1500 m           | 4:07,28 min          | 11                   | 4:01,04 min          | 02                   | 3:56,12 min NR       | 06                   |
| Rachel Cliff | 5000 m           | 15:41,27 min         | 21                   |                      |                      | DNQ                  | DNQ                  |
| Jessica O’Connell | 5000 m           | nicht auf Startliste | nicht auf Startliste | nicht auf Startliste | nicht auf Startliste | nicht auf Startliste | nicht auf Startliste |
| Andrea Seccafien | 5000 m           | 15:04,67 min PB      | 13                   |                      |                      | 14:59,95 min PB      | 13                   |
| Natasha Wodak | 10.000 m         |                      |                      |                      |                      | 32:31,19 min         | 17                   |
| Sasha Gollish | Marathon         |                      |                      |                      |                      | DNF                  | DNF                  |
| Melanie Myrand | Marathon         |                      |                      |                      |                      | 2:57:40 h            | 27                   |
| Lyndsay Tessier | Marathon         |                      |                      |                      |                      | 2:42:03 h SB         | 09                   |
| Phylicia George | 100 m Hürden     | 13,49 s              | 33                   | DNQ                  | DNQ                  | –                    | –                    |
| Sage Watson | 400 m Hürden     | 55,57 s              | 15                   | 54,32 s NR           | 4                    | 54,82 s              | 08                   |
| Maria Bernard-Galea | 3000 m Hindernis | 9:57,03 min          | 40                   |                      |                      | DNQ                  | DNQ                  |
| Geneviève Lalonde | 3000 m Hindernis | 9:30,01 min          | 15                   |                      |                      | 9:32,92 min          | 14                   |
| Regan Yee | 3000 m Hindernis | 9:48,56 min          | 33                   |                      |                      | DNQ                  | DNQ                  |
| Rachel Seaman | 20 km Gehen      |                      |                      |                      |                      | 1:45:40 h            | 34                   |
| - Alicia Brown - Madeline Price - Aiyanna Stiverne - Sage Watson nicht auf Startlisten: - Carline Muir - Maya Stephens - Katherine Surin | 4 × 400 m        | 3:25,86 min SB       | 05                   |                      |                      | DSQ F                | DSQ F                |

#### Sprung/Wurf
| Athletin          | Disziplin      | Qualifikation | Qualifikation | Finale     | Finale |
| Athletin          | Disziplin      | Weite/Höhe    | Platz         | Weite/Höhe | Platz  |
| ----------------- | -------------- | ------------- | ------------- | ---------- | ------ |
| Kelsie Ahbe       | Stabhochsprung | 4,35 m        | 22            | DNQ        | DNQ    |
| Alysha Newman     | Stabhochsprung | 4,60 m        | 01            | 4,80 m     | 5      |
| Brittany Crew     | Kugelstoßen    | 18,30 m       | 11            | 18,55 m    | 8      |
| Sarah Mitton      | Kugelstoßen    | 17,24 m       | 24            | DNQ        | DNQ    |
| Elizabeth Gleadle | Speerwurf      | 60,17 m       | 16            | DNQ        | DNQ    |

### Männer

#### Laufdisziplinen
| Athlet | Disziplin        | Vorlauf        | Vorlauf | Halbfinale  | Halbfinale | Finale          | Finale |
| Athlet | Disziplin        | Zeit           | Platz   | Zeit        | Platz      | Zeit            | Platz  |
| --- | ---------------- | -------------- | ------- | ----------- | ---------- | --------------- | ------ |
| Aaron Brown | 100 m            | 10,16 s        | 14      | 10,12 s     | 12         | 10,08 s         | 08     |
| Aaron Brown | 200 m            | 20,10 s        | 03      | 20,20 s     | 07         | 20,10 s         | 06     |
| Andre De Grasse | 100 m            | 10,13 s        | 10      | 10,07 s     | 04         | 9,90 s PB       | Bronze |
| Andre De Grasse | 200 m            | 20,20 s        | 07      | 20,08 s     | 05         | 19,95 s         | Silber |
| Brendon Rodney | 200 m            | 20,38 s        | 17      | 20,34 s     | 13         | DNQ             | DNQ    |
| Philip Osei | 400 m            | 45,87 s        | 24      | 45,44 s     | 19         | DNQ             | DNQ    |
| Marco Arop | 800 m            | 1:46,12 min    | 16      | 1:45,07 min | 06         | 1:45,78 min     | 07     |
| Brandon McBride | 800 m            | 1:45,96 min    | 09      | 1:46,21 min | 18         | DNQ             | DNQ    |
| Justyn Knight | 5000 m           | 13:25,95 min   | 15      |             |            | 13:26,63 min    | 10     |
| Mohammed Ahmed | 5000 m           | 13:25,35 min   | 13      |             |            | 13:01,11 min    | Bronze |
| Mohammed Ahmed | 10.000 m         |                |         |             |            | 26:59,35 min NR | 06     |
| Berhanu Degefa | Marathon         |                |         |             |            | 2:22:28 h       | 45     |
| John Mason | Marathon         |                |         |             |            | 2:19:21 h       | 36     |
| John Gay | 3000 m Hindernis | 8:33,74 min    | 32      |             |            | DNQ             | DNQ    |
| Matthew Hughes | 3000 m Hindernis | 8:13,12 min SB | 03      |             |            | 8:24,78 min     | 14     |
| Ryan Smeeton | 3000 m Hindernis | 8:32,53 min    | 30      |             |            | DNQ             | DNQ    |
| Evan Dunfee | 20 km Gehen      |                |         |             |            | DNS             | DNS    |
| Evan Dunfee | 50 km Gehen      |                |         |             |            | 4:05:02 h       | Bronze |
| Mathieu Bilodeau | 50 km Gehen      |                |         |             |            | 4:21:13 h       | 14     |
| - Aaron Brown - Andre De Grasse - Brendon Rodney - Gavin Smellie nicht auf Startliste: - Jerome Blake - Bismark Boateng | 4 × 100 m        | 37,91 s        | 8       |             |            | DNQ             | DNQ    |

#### Sprung/Wurf
| Athlet        | Disziplin   | Qualifikation | Qualifikation | Finale     | Finale |
| Athlet        | Disziplin   | Weite/Höhe    | Platz         | Weite/Höhe | Platz  |
| ------------- | ----------- | ------------- | ------------- | ---------- | ------ |
| Django Lovett | Hochsprung  | 02,22 m       | 23            | DNQ        | DNQ    |
| Michael Mason | Hochsprung  | 02,29 m       | 06            | 02,30 m    | 7      |
| Tim Nedow     | Kugelstoßen | 20,94 m       | 10            | 20,85 m    | 9      |

#### Zehnkampf
| Athlet        | Disziplin | 100 m   | Weitsprung | Kugelstoßen | Hochsprung | 400 m      | 110 m Hürden | Diskuswurf | Stabhochsprung | Speerwurf  | 1500 m         | Punkte | Platz  |
| ------------- | --------- | ------- | ---------- | ----------- | ---------- | ---------- | ------------ | ---------- | -------------- | ---------- | -------------- | ------ | ------ |
| Pierce Lepage | Ergebnis  | 10,36 s | 7,79 m     | 13,21 m     | 2,05 m     | 47,35 s SB | 14,19 s      | 41,19 m    | 5,20 m         | 57,42 m SB | 4:45,09 min PB | 8445   | 5      |
| Pierce Lepage | Punkte    | 1008    | 1007       | 680         | 850        | 941        | 950          | 689        | 972            | 699        | 649            | 8445   | 5      |
| Damian Warner | Ergebnis  | 10,35 s | 7,67 m     | 15,17 m     | 2,02 m SB  | 48,12 s    | 13,56 s      | 42,19 m    | 4,70 m         | 62,87 m    | 4:40,77 min    | 8529   | Bronze |
| Damian Warner | Punkte    | 1011    | 977        | 800         | 822        | 903        | 1032         | 709        | 819            | 781        | 675            | 8529   | Bronze |

### Mixed
| Athlet | Disziplin | Vorlauf        | Vorlauf | Halbfinale | Halbfinale | Finale | Finale |
| Athlet | Disziplin | Zeit           | Platz   | Zeit       | Platz      | Zeit   | Platz  |
| --- | --------- | -------------- | ------- | ---------- | ---------- | ------ | ------ |
| - Austin Cole (m) - Aiyanna-Brigitte Stiverne (w) - Madeline Price (w) - Philip Osei (m) nicht auf Startliste: - Alicia Brown (w) - Maya Stephens (w) - Graeme Thompson (m) - Sage Watson (w) | 4 × 400 m | 3:16,76 min NR | 10      |            |            | DNQ    | DNQ    |